# Zespół Elektrociepłowni Bytom
Fortum Bytom (wcześniej Zespół Elektrociepłowni Bytom) – zespół elektrociepłowni znajdujący się w Bytomiu w województwie śląskim; składa się z dwóch zakładów zlokalizowanych w dzielnicach Miechowice i Szombierki:
- Elektrociepłownia Miechowice,
- Elektrociepłownia Szombierki.

## Historia

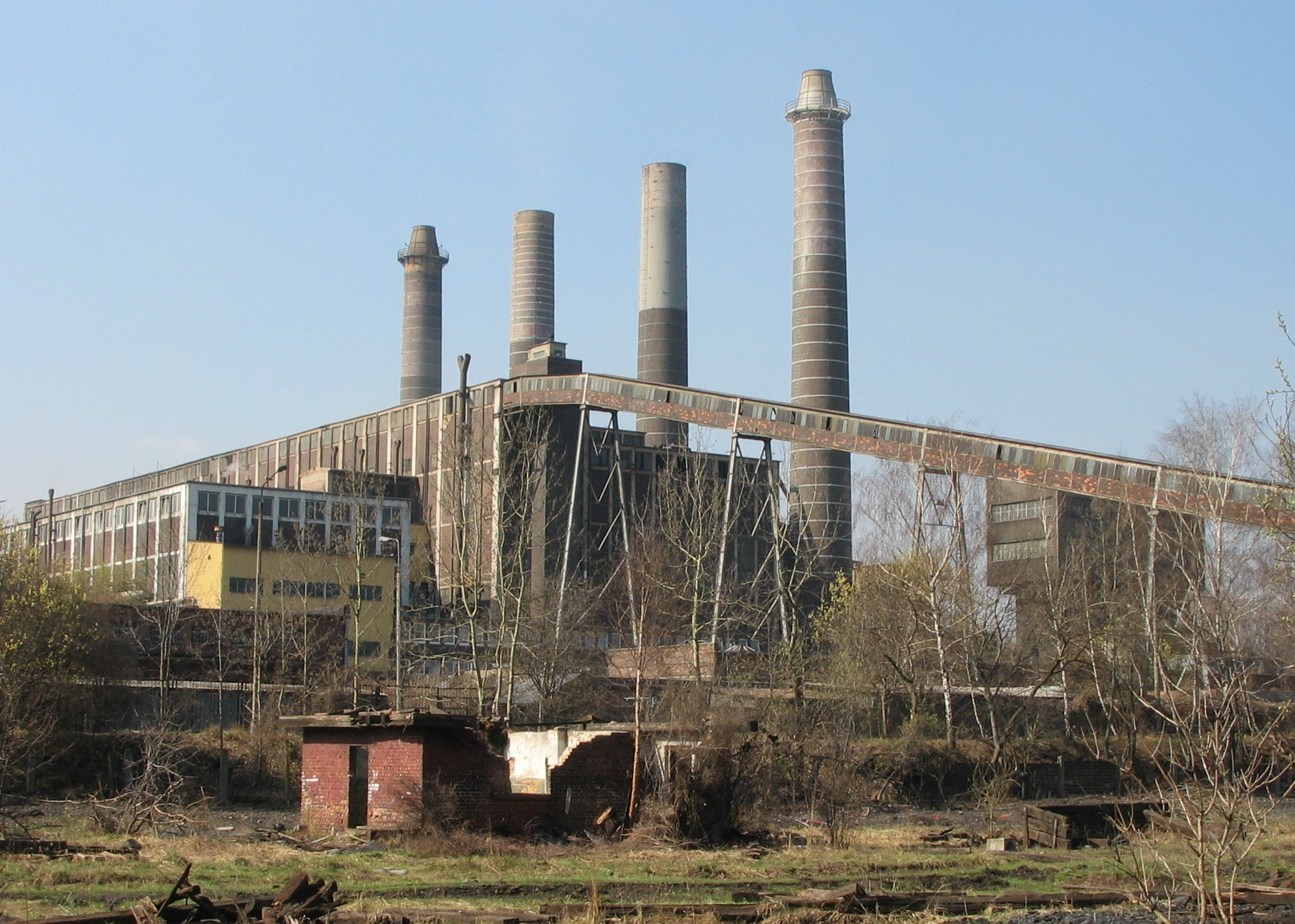
Elektrociepłownia Miechowice

Elektrociepłownia Miechowice powstała w latach 1950–1954 w miejscu wcześniejszej elektrowni wybudowanej w czasie II wojny światowej przez Niemców. Ostatni turbozespół oddano w 1955 i elektrownia osiągnęła moc 220 MW. W roku 1960 zaczęto rozwój układów ciepłowniczych i w 1978 uruchomiona została stacja ciepłownicza o mocy 46 MW (rozbudowana do 116 MW). W 1986 uruchomiono pierwszy turbozespół ciepłowniczy. Na skutek budowy magistrali spinającej obie elektrociepłownie w 1995 wybudowano drugi turbozespół ciepłowniczy, a w 1998 uruchomiono człon kondensacyjny do współpracy z turbozespołem ciepłowniczym.

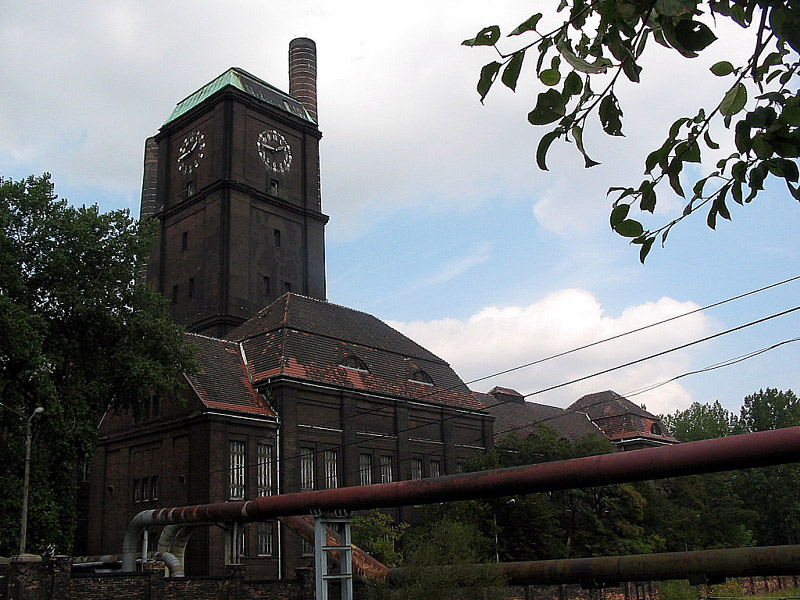
Elektrociepłownia Szombierki

Elektrociepłownia Szombierki została uruchomiona 29 listopada 1920 i w latach 1939–1944 osiągnęła maksymalną moc 100 MW. Znacjonalizowana po wojnie, od 1948 pod nazwą Elektrownia Szombierki. W latach 1953–1955 zainstalowano nowe kotły pyłowe i uruchomiono 2 turbozespoły, zainstalowana moc wyniosła 108 MW. Na skutek rosnącego zapotrzebowania na energię w 1974 uruchomiono kocioł wodny WR-25 i poszerzono układ wymienników ciepłowniczych do mocy 106 MW (ostatecznie 158 MW). W 1992 uruchomiono parowy kocioł rusztowy OR-32 i w międzyczasie wyłączono z eksploatacji stare kotły rusztowe. Na skutek budowy magistrali spinającej obie elektrociepłownie w 1995 zrezygnowano z wytwarzania energii elektrycznej w kondensacji.
24 listopada 2010 Fortum Power and Heat Polska podpisało z Ministrem Skarbu Państwa umowę kupna 85 proc. akcji spółki Elektrociepłownia Zabrze oraz 85 proc. akcji spółki Zespół Elektrociepłowni. Całkowita wartość transakcji wyniosła ponad 82 mln zł.
3 stycznia 2011 r. firma Fortum Power and Heat Polska Sp z o.o. nabyła 892 500 akcji zwykłych imiennych, stanowiących 85% kapitału zakładowego spółki Elektrociepłownia Zabrze S.A. z siedzibą w Zabrzu oraz 1 280 780 akcji zwykłych imiennych, stanowiących 85% kapitału zakładowego spółki Zespół Elektrociepłowni Bytom S.A. z siedzibą w Bytomiu, wraz z wszelkimi wynikającymi z nich prawami i obowiązkami.
28 lutego 2011 r. decyzją Fortum Power and Heat Polska nazwy zakładów EC Zabrze i ZEC Bytom zostały zmienione na Fortum Bytom S.A oraz Fortum Zabrze S.A.

## Dane techniczne
Elektrociepłownia Miechowice składa się z:
- 8 kotłów energetycznych,
- 3 turbozespołów o mocy 125 MW.

Elektrociepłownia Szombierki składa się z:
- 3 kotłów energetycznych,
- 1 turbozespołu o mocy 8,8 MW,
- 1 kotła ciepłowniczego o mocy 29 MW.

Ogółem w Zespole Elektrociepłowni Bytom:
- moc cieplna zainstalowana 478,6 MW,
- moc cieplna osiągalna 321,0 MW,
- moc elektryczna zainstalowana 133,8 MW,
- moc elektryczna osiągalna 130,0 MW.

Elektrociepłownia Miechowice jest obecnie podstawowym źródłem zasilania w ciepło odbiorców Bytomia, produkując jednocześnie w skojarzeniu energię elektryczną.
Elektrociepłownia Szombierki jest obecnie źródłem rezerwowo-szczytowym systemu ciepłowniczego Bytomia.